# Потисје
Потисје, као географска област може имати два значења:
- У ширем значењу, Потисје је целокупна област у сливу реке Тисе, која обухвата делове Украјине, Румуније, Мађарске, Словачке и Србије;
- У ужем значењу, Потисје је област у сливу реке Тисе на подручју Србије, у оквиру Војводине.

## Потисје у Србији
Потисје чини северни део Републике Србије и у целости је оквиру Аутономне покрајине Војводине. Река Тиса дели Потисје на бачки (западни) и банатски (источни) део.

### Природни услови
Српско Потисје је најнижи део веће области Потисја и обухвата доњу петину тока Тисе. Оно почиње на мађарско-српској граници код села Ђала и завршава се ушћем реке Тисе у Дунав код Старог Сланкамена.
Рељеф: Потисје у Србији је изразито равничарски предео, надморске висине од 75 до 100 метара. Једини покренутији део је Тителски брег, висине до 130 метара.
Воде: Дужина тока Тисе у Србији је 164 км и у потпуности је пловна. Тиса је у српском делу права равничарска река спорог тока, са много талога и муља. Сходно томе, река је некада била веома кривудава, са низом меандара, који су у прошлости пресечени у циљу лакше пловидбе. Поред тога, уз реку постоји низ мртваја и мочварних подручја.
Једина важна притока реке Тисе у Србији је Бегеј, док су остали токови занемарљивог значаја. Код Бечеја реку пресеца Канал Дунав—Тиса—Дунав.
Биљни и животињски свет: Тиса је позната и по природној појави Цветања Тисе. Неколико дана у години (током јуна) милиони инсеката Тиски цвет (Palingenia longicauda) излазе на реку, где се размножавају. Њихов живот траје само током тог раздобља.

### Друштвени услови
Потисје данас спада у развијеније делове Србије, али истовремено и са веома лошом демографском сликом.
Становништво: Последњих деценија Потисје, мада једно од најразвијенијих подручја у Србији, има значајан пад становништва, узрокован негативним природним прираштајем и исељавањем становништва ка већим градовима у ширем окружењу (Београд, Нови Сад, Сегедин, Будимпешта).
Становништво Потисја је етнички мешовито и подељено је између Срба и Мађара, уз словачку, ромску и румунску мањину. Срби чине већину у доњем делу Потисја: Жабаљ (86%), Тител (85%), Зрењанин (74%) и Нови Бечеј (69%), док у северном делу чине већину у Кикинди (76%) и Новом Кнежевцу (59%). Мађари су претежно становништво горњег дела Потисја: Кањижа (86%), Сента (81%), Ада (77%) и Чока (52%). Бечеј, смештен тачно у средини Потисја нема већину, већ је становништво подељено између Мађара (49%) и Срба (41%).
Општине у Бачкој су:
- Кањижа
- Сента
- Ада
- Бечеј
- Жабаљ
- Тител

Општине у Банату су:
- Нови Кнежевац
- Чока
- Кикинда
- Нови Бечеј
- Зрењанин

Насеља: Насеља у Потисју су махом велика спрам насеља у другим деловима Србије. Претежан део становништва живи у градским насељима, од којих су најзначајнија Зрењанин, Кикинда, Бечеј и Сента.

### Историја
Први помени подручја Потисја везују се за 1. век, када староримски историчар Плиније описује дати предео под називом Патисус (Pathissus).
Најважнији део историјског помињања појма везан је за некадашњу Потиско-поморишку војну границу, део Војне границе на подручју Потисја и Поморишја. Потиско-поморишка војна граница трајала је у раздобљу 1702-1751. и била је претежно насељена Србима-граничарима. После укидања границе 1751. године значајан број Срба се исељава у јужни део Русије (Славеносрбија и Нова Србија), док су на њихово место насељавали Мађари. Да би спречила исељавање становништва Хабзбурговци дају повластице, тј. стварају Потиски округ са седиштем у Бечеју. Дате повластице биле су потврђиване 1759, 1774. и 1800. Потиски округ је трајао до 1848. године.